# Someone like You (raccolta)
Someone like You è una raccolta di racconti scritta da Roald Dahl, pubblicata originariamente nel 1953 da Alfred A. Knopf. Il libro vinse il premio Edgar Award nel 1954.
I racconti sono quindici:
- Palato (Taste)
- Cosciotto d'agnello (Lamb to the Slaughter)
- La scommessa (Man from the South)
- Il soldato (The Soldier)
- Mia dolce, mia colomba (My Lady Love, My Dove)
- Un piccolo tuffo (Dip in the Pool)
- Il Comandone (Galloping Foxley)
- Pelle (Skin)
- Veleno (Poison)
- Il Desiderio (The Wish)
- La scultura (Neck)
- La macchina dei suoni (The Sound Machine)
- Nunc Dimittis (Nunc Dimittis)
- Lo Scrittore Automatico (The Great Automatic Grammatizator)
- Il cane di Claud (Claud's Dog (The Ratcatcher, Rummins, Mr. Hoddy, Mr. Feasy))

## I racconti
- Palato narra la storia di Mike Schofield, un collezionista di vini pregiati, e del suo amico Richard Pratt, un noto buongustaio e intenditore di vini rari, dotato, a quanto pare, di un palato raffinatissimo. Mike mette più di una volta alla prova l'abilità dell'amico nell'indovinare il nome, la provenienza e l'anno dei suoi vini solamente assaggiandoli, e tutte le volte Richard vince la scommessa, di solito consistente in una bottiglia di un buon vino. Eppure, una sera, Mike decide di ritentare con un vino rarissimo e pregiatissimo e, nella sicurezza che l'amico non possa assolutamente indovinare il nome, la provenienza e l'anno del vino, alza la posta in gioco: le due case di Richard, decide Mike, contro la mano di sua figlia, termina Richard. Prontamente e giustamente la figlia di Mike si rifiuta di partecipare in ogni modo alla scommessa, ma la convinzione e la sicurezza del padre sul fatto che l'amico non possa in nessun modo indovinare il vino, convincono in breve la ragazza. Eppure, con grande stupore di tutti i presenti, Richard riesce ad capire il nome, la provenienza e l'anno del vino. Quando ormai Mike si è rassegnato all'ingrato suo destino e a quello di sua figlia, la cameriera entra nella sala e porge degli occhiali da vista di Richard al suo proprietario. Erano nello studio di Mike, spiega la donna, in cui era entrato quel pomeriggio, prima della cena. Guarda caso, lo studio era la stanza in cui aveva conservato il vino: disposto a tutto per vincere, Richard aveva barato.
- In Cosciotto d'agnello Mary Maloney, moglie del poliziotto Patrick Maloney, ha appena scoperto del tradimento del marito, e della sua decisione di separarsi. Preda di una foga incontrollata, lo colpisce alla nuca con un cosciotto d'agnello, uccidendolo. Ripresasi dalla furia omicida, capisce che l'unico modo per salvarsi dal carcere è crearsi un alibi. Si dirige, quindi, al supermercato, per comprare le varie pietanze per la cena imminente, quindi torna a casa. Fingendo di aver appena scoperto il cadavere del marito, chiama la polizia, che si precipita lì a breve. Nonostante le ampie e accurate indagini dei poliziotti, nessuno riesce a trovare l'omicida, né l'arma del delitto. Poco prima che se ne vadano, Mary li invita a restare lì a casa sua, a cenare con lei. I poliziotti, assecondando il desiderio della donna, accettano. Ceneranno proprio con il cosciotto d'agnello, ignorando la sua empietà di quella sera, mangiando, così, l'arma del delitto.
- In La scommessa Carlos, un misterioso e sconosciuto sud americano, scommette con un giovanotto che il suo accendino non si accenderà per dieci volte consecutivamente, mettendo in palio la sua lussuosa macchina contro il mignolo sinistro del giovanotto che, in caso di perdita, gli sarà amputato immediatamente. Poco prima del termine della scommessa, all'ottavo scatto dell'accendino, irrompe nella camera la moglie di Carlos, che interrompe l'assurdo duello e spiegando al giovanotto che in quel modo il marito aveva vinto, sì, quarantasette mignoli, ma perso undici macchine, fino a che non gli è rimasto più niente; la donna è infatti riuscita a vincergli tutto, anche se dopo varie perdite, come dimostra la sua mano provvista di un solo dito, oltre al pollice!
- Il Soldato è un soliloquio di un uomo di ritorno a casa durante la notte, surreale e privo di una trama vera e propria; i ricordi dell'uomo si accavallano in flashback spezzati e pensieri frammentati sulla sua infanzia, il rapporto di amore-odio che porta per sua moglie, le vicende di quella giornata, il tutto attraverso l'utilizzo di un Flusso di coscienza quasi Joyciano.
- In Mia dolce, mia Colomba Arthur e Pamela invitano a casa loro i coniugi Snape per una partita di bridge, nonostante siano a entrambi antipatici. Poco prima del loro arrivo, decidono, per dare libero sfogo alla loro antipatia nei loro confronti, di piazzare nella camera da letto degli ospiti in cui avrebbero alloggiato per quella notte, un microfono, per poter così origliare i loro discorsi, una volta terminata la cena e la partita a bridge. Tutto procede per il meglio e così, al termine della partita, vinta dalla mano fortunata degli ospiti, i coniugi si ritirano nelle rispettive camere da letto; origliando con la loro apparecchiatura, Arthur e Pamela scoprono così che gli Snape hanno barato, grazie a un raffinato trucchetto della posizione delle mani, che svela all'altro componente della squadra le carte che si posseggono.
- Un piccolo tuffo si svolge su una nave da crociera. Sulla base dei calcoli effettuati dal capitano sulle miglia effettuate dall'imbarcazione su un totale di ore, i passeggeri scommettono in difetto o in eccesso. Mr. Botibol, accortosi del tempo atmosferico che in breve sta mutando, capisce che da lì a poco il mare si sarebbe increspato, cosicché la nave avrebbe dovuto rallentare la velocità. Scommette dunque in difetto e, felice per la vincita che ritiene già nelle sue mani, torna in cabina. Ma in breve, con suo grande orrore, si accorge che il mare si è calmato ed è piatto come una tavola, e che la sua vittoria sta sfumando. L'unico modo per vincere è far rallentare la nave utilizzando un qualche espediente, fingendo, ad esempio, di essere caduto in mare, per farsi poi salvare dall'equipaggio, che avrebbe fermato la nave per recuperarlo. Disposto a tutto per la vittoria, si getta in mare, sotto lo sguardo di un'anziana signora, convinto che avrebbe chiamato soccorsi. Invece la donna, che crede che altro non sia che un esercizio ginnico serale, viene allontanata dalla sopraggiunta governante, che non dà peso alle sue parole.
- In Il Comandone William Perkins, un abitudinario pendolare, riconosce in un nuovo passeggero del treno, che quotidianamente lo porta al lavoro, un bullo dei tempi della scuola, il temibile Bruce Foxley. Comincia così un lungo flashback di tutte le angherie e le prepotenze che dovette sopportare da lui durante quei terribili anni (che, guarda caso, sono le stesse che Dahl subì durante gli anni di collegio alla Repton School, come scriverà nell'autobiografia Boy); ora è desideroso di vendicarsi e ribaltare le sorti, ma proprio quando la vendetta è a un passo dall'essere messa in pratica, l'uomo si presenta a William con il nome di Jocelyn Fortescue.
- Il protagonista di Pelle è un vecchio tatuatore, Drioli, ora senza lavoro e caduto in miseria, ridotto a elemosinare qualche spicciolo. Durante i suoi pellegrinaggi per la città, nota una mostra d'arte che esibisce i quadri di un suo vecchio amico pittore, Soutine, conosciuto anni e anni prima, che gli aveva persino tatuato un suo dipinto della moglie sulla schiena. Incuriosito e commosso dal successo raggiunto dal compagno, entra nel salone, ma viene immediatamente cacciato dalla mostra e, solo dopo aver mostrato a tutti il magnifico dipinto che porta tatuato sulla schiena, è creduto dagli ospiti. Molti di loro sono disposti a comprare il quadro a 200.000 dollari, il gallerista offre invece all'uomo alloggio finché viva nel suo lussuoso hotel Bristol a Cannes, in cambio di mostrare, quando richiesto, il suo tatuaggio agli ospiti dell'albergo. Tutto sembra felicemente risolto per l'uomo, sennonché poche settimane dopo un insolito quadro di Soutine compare sul mercato di Buenos Aires, lasciando immaginare la sorte del povero Drioli.
- Veleno è la sinistra vicenda di un uomo, Harry Pope, che, mentre, steso sul letto, legge un libro, nota con orrore un bungarus arrampicarsi sul pigiama per poi addormentarsi sulla sua pancia, sotto il lenzuolo. Quando l'amico Timber torna a casa, ore dopo, gli racconta, cautamente per non far svegliare il serpente, l'accaduto. Il dottore, chiamato da Timber, si precipita lì in breve, e dopo varie ipotesi per salvare Harry dal morso del bungaro e in qualche modo cacciare il serpente, giunge alla conclusione che l'unico modo per uscire da quella situazione è narcotizzare l'animale. Dunque, lentamente e cautamente, fa scivolare un tubicino di gomma giù per il lenzuolo, quindi vi versa del cloroformio. Dopo 15 minuti di paziente attesa degli effetti del sedativo sul serpente, Timber e il medico scostano pian piano il lenzuolo, per portar via il bungaro che dovrebbe ormai essere narcotizzato, ma con loro gran sbigottimento, non c'è nulla sulla pancia di Harry: era solo stato un sogno molto realistico.
- Desiderio è un gioco svolto da un bambino sul tappeto del corridoio: i riquadri rossi sono dei fuochi, quelli neri delle fosse piene di serpenti velenosi, mentre solo in quelli gialli potrà passare. Se vincerà, il giorno del suo compleanno riceverà in regalo un cagnolino. Ma il gioco si rivela difficile e in breve diviene una vera e propria sfida contro la morte, e nonostante l'impegno e la concentrazione, il bambino finirà per essere dilaniato dai cobra e le vipere del riquadro nero.
- In La Scultura il protagonista, un giornalista appassionato d'arte, è invitato per il fine settimana nella residenza di Basil Turton, figlio del milionario Sir William Turton, proprietario della Turton Press, dalla rispettiva moglie, che aveva avuto modo di conoscere durante un pranzo da un suo amico. Qui scoprirà, assieme a Basil, la relazione della moglie di quest'ultimo con uno degli invitati, il colonnello Haddock, colti in flagrante mentre amoreggiano su di una scultura in giardino. La signora rimarrà con la testa incastrata in una fessura della statua, e toccherà allo stesso Basil liberarla dalla “gogna”, che sarà tentato di tagliarle la testa con un'accetta portata, non senza malizia, dal maggiordomo Jelks.
- Ne La macchina dei suoni Klausner è intento nel preparare uno strano aggeggio che – a sua detta – riuscirà a captare i suoni che l'orecchio umano non può percepire perché troppo acuti o gravi, e trasportarli a delle ottave udibili all'uomo, come il verso del pipistrello, o delle mosche. Eppure lo strumento si rivela ancora più sorprendente di quanto sperasse e credesse: scoprirà infatti che persino le piante, i fiori e gli alberi emettono suoni quando vengono estirpati e recisi, o meglio, delle urla agghiaccianti. Euforico e spaventato dalla grande scoperta, telefona al dottor Scott, l'unica persona a cui abbia rivelato la sua invenzione, il quale si precipita lì a breve. Di fronte alla sua riluttanza nel credere alla sua teoria, Klausner decide di tagliare il tronco di un albero del giardino mentre il dottore ascolterà, nelle cuffie della macchina, l'urlo che emetterà il vegetale. Ma, al primo colpo di accetta, un grosso ramo dell'albero casca giù, colpendo la macchina dei suoni e distruggendola: Klausner così è ora il solo al mondo consapevole dell'umanità che si cela nei vegetali.
- Nunc Dimittis è un'immaginaria pagina di diario scritta dal protagonista del racconto, Lionel Lampson, un nobiluomo inglese, invaghito della bella Janet de Pelagia, che crede di aver conquistato. Ma quando una sua conoscente, Gladys Ponsonby, le rivela della noia e della pena che la donna porta per lui, offeso e umiliato, decide di vendicarsi contro l'amata. Si rivolge dunque a John Royden (un mediocre pittore in voga nella buona società londinese il quale ha un bizzarro metodo di ritrarre i suoi soggetti femminili:  dipingendoli strato dopo strato: dunque ritraendo il soggetto prima nudo, quindi in biancheria, infine cogli abiti; in questo modo, dice, il quadro parrà più realistico) chiedendogli di ritrarre Janet de Pelagia, in cambio di un lauto guadagno ma con la promessa di non rivelarle il committente. Il pittore accetta, così come Janet, e il quadro in breve è pronto. Grazie alle sue abilità di restauratore, Lionel riesce a scrostare lo strato finale di pittura, quello dei vestiti, lasciando la ragazza in biancheria intima. Quindi organizza una grande cena nella sua residenza. Qui mostrerà a tutti gli ospiti l'osceno ritratto della donna, per poi scappare soddisfatto e truce della vergogna e dell'umiliazione che ora albergano in Janet. Rifugiatosi in una residenza in campagna, riceve lettere furiose dei suoi amici, da tutti che tranne da Janet che, dice, lo ha sinceramente perdonato, inviandogli in regalo anche un barattolo di caviale, di cui va ghiotto. Sfortunatamente per Lionel, la ragazza è invece ben lungi dal biasimarlo, e il caviale era avvelenato, e gli effetti iniziano a farsi sentire nell'uomo.
- Protagonista de Lo scrittore automatico è Adolph Knipe, un genio della tecnologia con l'hobby della scrittura, insoddisfatto e scontento del suo lavoro alla ditta informatica di Mr. Bohlen. Dopo la costruzione della calcolatrice più veloce al mondo, decide di fondere le sue due grandi passioni in un unico corpo, inventando lo scrittore automatico, un macchinario in grado di creare interi racconti semplicemente premendo appositi pulsanti rappresentanti il genere di racconto (horror, sentimentale, ecc. …), il tipo di scrittura (passionale, asciutta, evocativa) ecc. … Due settimane dopo ritorna dal suo datore di lavoro per proporgli la costruzione della sua invenzione e, placata la riluttanza di Mr. Bohlen sulla effettiva commercialità del prodotto, il macchinario passa in cantiere. Qualche mese dopo è pronto e, dopo vari tentativi miseramente falliti, finalmente funziona. I racconti sfornati dallo scrittore automatico in meno di un minuto vengono venduti a fior di quattrini alle riviste statunitensi come storie di giovani scrittori in erba, ovviamente non esistenti. In breve grazie ad alcune modifiche, il macchinario è in grado di scrivere anche romanzi, e lo stesso Mr. Bohlen si diletta nel fingersi scrittore, pubblicando storie e racconti a suo nome. In breve lo scrittore automatico ha il monopolio di tutte le riviste e di tutti gli scrittori, pagati per mantenere il silenzio e mettersi da parte, per lasciare spazio allo scrittore automatico. Lo scrittore del racconto si rivela, al termine della storia, uno dei pochi scrittori non fittizi rimasti in circolazione, ma ormai ridotto in miseria, non potendo competere con la spietatezza del sistema letterario di Mr. Bohlen che ormai si impone.
- Il cane di Claud è una raccolta a sé stante contenente quattro racconti (Il Derattizzatore, Rummins, Mr. Hobbey, Mr. Feasey) con protagonisti Gordon e Claud, i due amici proprietari di una stazione di servizio già apparsi precedentemente nel racconto Il Campione del Mondo dello stesso Dahl.
  - Ne Il Derattizzatore alla stazione di servizio di Gordon e Claud si presenta un uomo convocato dall'ufficio di igiene per eliminare i topi che infestano la zona. Subito il derattizzatore si dimostra eccessivamente appassionato (quasi ossessionato) dai roditori, quasi un topo anche lui. Ma lo sconcerto per lo strano comportamento dell'uomo si tramuta in orrore e disgusto quando l'uomo addenta un topo estratto dalla tasca della sua giacca, uccidendolo.
  - In Rummins Claud e Gordon passeggiando assieme al loro cane Jackie, arrivano alla fattoria del vecchio signor Rummins, spiegandogli della visita del derattizzatore. L'uomo, seccato dalla faccenda, decide di distruggere il suo covone, infestato dai topi e quindi sotto osservazione del servizio d'igiene. Durante il lavoro di demolizione, a Gordon riaffiorano i ricordi di qualche mese prima, quando costruirono il covone, assieme al vecchio Jimmy, che quel giorno scomparve misteriosamente. La fine dell'uomo però sarà svelato da lì a poco quando Bert, il figlio di Rummins, squarciando un mucchio di fieno con una sega, scopre che al suo interno vi è un corpo umano, ora segato a metà: la fretta del signor Rummins di distruggere il covone prima dell'arrivo del servizio dell'igiene ora è più chiara.
  - In Mr. Hoddy Claud si reca a casa della sua promessa sposa, Clarice, per il tè pomeridiano.  La visita si rivela però molto meno facile del previsto a causa del padre di lei, Mr. Hobby, uno scorbutico vedovo sospettoso, che assilla Claud con continue domande sui suoi progetti futuri per mantenere la figlia con denaro sufficiente per una vita agiata; argomento che Claud avrebbe evitato volentieri, dato che il suo piano di diventare ricco grazie a una vincita alle corse dei cani non poteva affatto essere gradto al vecchio; così, al momento, inventa uno strano progetto: diventare allevatore di larve, vendute ai pescatori di tutto il paese, un lavoro redditizio che in breve lo avrebbe arricchito, dice. La reazione del signor Hobby non è però quella sperata, non si sarebbe disgustato di meno se gli avesse detto la verità, probabilmente.
  - Mr. Feasey è l'apoteosi della serie di Claud e Gordon: è arrivato il gran giorno della corsa dei cani, il giorno che cambierà le loro vite grazie ai soldi che vinceranno grazie a un astuto piano: per mesi avevano fatto gareggiare un cane identico al loro, Jackie, che era arrivato ultimo tutte le volte e dunque retrocesso nel girone di più basso livello, in cui gareggiano i cani più lenti, e anche qui il cane era arrivato sempre ultimo. Oggi, invece, avrebbe gareggiato il vero Jackie, un levriero velocissimo che, a dispetto delle supposizioni di tutti che ormai erano convinti che fosse un cane scarso, avrebbe vinto la gara, rendendo ricchi i due. Il progetto va a buon fine, e il cane stravince la gara, ma Mr. Feasey, il proprietario dell'ippodromo, capisce il trucco che si cela dietro la vincita, e a sua volta si vendica, truccando i registri delle scommesse, in cui sono segnati tutti i giocatori e i cani su cui hanno scommesso, e quindi cancella il nome del cane vincente di Gordon e Claud e inserisce quello di Lady Lumaca, il cane perdente. Quando i due se ne accorgono, è troppo tardi. Saranno costretti a tornarsene a casa, senza vincita, e senza i propri risparmi che avevano speso per gareggiare.

## Edizioni
- Alfred Knopf, 1953, USA.
- Secker & Warburg, 1954, Gran Bretagna.
- Roald Dahl, Roald Dahl, tutti i racconti, traduzione di Alba Barriffi, Massimo Bocchiola, Fabrizio Cocco, Luisa Corbetta, Giovanni Garbellini, Paola Uberti del Freo, Attilio Veraldi, La Gaja Scienza, Longanesi, 2009,  pp.825.